# Студениківська сільська територіальна громада
Студениківська сільська територіальна громада — територіальна громада в Україні, в Бориспільському районі Київської області. Адміністративний центр — село Студеники.
Утворена 12 жовтня 2017 року шляхом об'єднання Козлівської, Переяславської, Сомководолинської, Соснівської та Студениківської сільських рад Переяслав-Хмельницького району.
12 червня 2020 року до громади приєднані Семенівська сільська рада Баришівського району та Пристромська,  Строківська сільські ради Переяслав-Хмельницького району.

## Населені пункти
У складі громади 11 сіл:
- Заострів
- Козлів
- Леляки
- Переяславське
- Пристроми
- Семенівка
- Сомкова Долина
- Соснівка
- Соснова
- Строкова
- Студеники

## Старостинські округи
- Козлівський
- Переяславський
- Пристромівський
- Семенівський
- Сомководолинський
- Сосновський
- Строківський